# Charles Jensen
Charles Kristoffer Peter Jensen (Bislev, Aalborg, 24 de desembre de 1885 – Roskilde, 5 de juny de 1920) va ser un gimnasta artístic danès que va competir a començaments del segle xx.
El 1908 va prendre part en els Jocs Olímpics de Londres, on fou quart en la el concurs complet per equips del programa de gimàstica.
Quatre anys més tard, als Jocs Olímpics d'Estocolm, va guanyar la medalla de bronze en el Concurs per equips, sistema lliure del programa de gimnàstica. En aquests mateixos Jocs fou trentè en el concurs complet individual.